# Alle Tage (Ingeborg Bachmann)
Alle Tage ist ein Antikriegsgedicht der österreichischen Schriftstellerin Ingeborg Bachmann, das 1952 in einer Rundfunkaufnahme erstmals veröffentlicht wurde. Auch im 21. Jahrhundert wird es noch häufig zitiert.

## Aufbau und Stil

### Textebene
Alle Tage besteht aus drei reimlosen Strophen mit einmal acht und zweimal sechs Versen.

### Satzebene
Vor allem in der ersten Strophe finden sich zwischen einer ganzen Reihe von Versen Enjambements. Beispiele wie „Der Held / bleibt den Kämpfen fern“ (Vers 3/4) oder „Der Schwache / ist in die Feuerzonen gerückt.“ (Vers 4/5) zeigen, dass das Ende auf der formalen Ebene des Verses nicht mit einem inhaltlichen Ende der Sinneinheit identisch ist. Hier lässt sich eine Beziehung zur Thematik der ersten Strophe herstellen: Ein formales Ende des Krieges gibt keine Gewähr für ein tatsächliches Ende. In den letzten beiden Strophen ist die Zahl der Enjambements geringer.
Die zweite Strophe ist durch die dreimalige anaphorische Wiederholung der temporalen Konjunktion wenn charakterisiert (Verse 10 mit 12). Der Aufbau der dritten Strophe gleicht dem der zweiten: Die jeweils ersten Verse der Strophen sind identisch, und auch in der dritten Strophe findet sich eine dreimalige anaphorische Wiederholung (Präposition für).
Es lässt sich daher von einer Zweigliederung des Gedichts sprechen: Zweite und dritte Strophe lassen sich formal und inhaltlich als Einheit sehen.

### Wortebene: Das Symbol des Sterns

#### Zentrale Stellung im Gedicht
Soldaten werden mit Orden ausgezeichnet, die in ihrer Form Sternen ähneln können. Der im Gedicht beschriebene Held trägt den Orden nicht an der Uniform, sondern den „Stern der Hoffnung über dem Herzen“ (Vers 7–8), in seinem Inneren. Während Orden von irdischen Machthabern verliehen werden, erinnert der virtuelle Stern „an den Stern von Betlehem, der eine Weltwende markiert“. Doch das Adjektiv armselig stellt klar, dass die beiden Sterne nicht identisch sind: Der Himmel ist vom „Schatten ewiger Rüstung“ (Vers 13) verdunkelt.„Hinter der Hoffnung steht keine göttliche Verheißung.“ Dennoch wird Stern zum zentralen Begriff des Gedichts: Er ist das Subjekt der Verse 7 bis 20. Zwar wird nicht gesagt, wer ihn verleiht, aber Zeitpunkt und Grund der Auszeichnung bestimmen die zweite und die dritte Strophe.
Der Stern der Hoffnung ist hier eine Auszeichnung für eine „heroische Politik des Widerstandes“. „Sie ermöglicht menschliche Solidarität und bedeutet die Durchkreuzung der militärischen Logik und die Desertion aus dem Alle Tage des kriegerischen Ausnahmezustands“.:61 Das Gedicht lässt sich verstehen als Hommage an den Widerstand gegen den Nationalsozialismus und kann selbst als Form des Widerstandes gegen die zu seiner Entstehungszeit herrschende Restauration gelesen werden.:61

#### Verweis auf andere Texte
Innerhalb des Gedichtbands findet sich das Bild des Sterns an herausgehobener Stelle wieder:
Das erste Gedicht der zweiten Gedichtgruppe in dem Lyrikband Die gestundete Zeit trägt den Titel Sterne im März.
Aber es findet sich auch eine Verbindung zu den beiden Autoren, mit denen Ingeborg Bachmann auf der wegweisenden Tagung der Gruppe 47 1952 in Niendorf las: Das Bild des Sterns der Hoffnung taucht auch im letzten Satz von Ilse Aichingers Roman Die größere Hoffnung auf („Über den umkämpften Brücken stand der Morgenstern“).:61 Mit dem Bild des Sterns aus Paul Celans Gedicht Engführung beendete Ingeborg Bachmann ihre Vorlesung über Gedichte (Ein / Stern / hat wohl noch Licht. / Nichts, / nichts ist verloren).:61

## Thematik

### Krieg als Bild für die Absurdität der Existenz
Das Gedicht zerstört die Illusion, mit dem Ende des Zweiten Weltkriegs sei Frieden eingekehrt, es stellt „von Vers zu Vers eine Denkgewohnheit nach der anderen“ in Frage. Es herrscht immer noch Krieg, allerdings unter bisher nicht gekannten Prämissen: Ein Kalter Krieg, ein Zustand, der „weder Krieg noch Frieden ist (Verse 1 und 2)“. „Die Gegensätze von Krieg und Frieden, von Unerhörtem und Alltäglichem, von kämpferischem Heldentum und ausweichender Schwäche gibt es nicht mehr.“

### Umwertung der Werte
In einer verkehrten Welt müsse mit einer vollkommener Verkehrung alter Orientierungen und einem Umsturz des im Krieg geltenden Wertesystems reagiert werden. Es sei nicht mehr sinnvoll, „im Dienst von Mächten dieser Welt zu kämpfen und in den Augen dieser Mächte Anerkennung zu finden“.
Heldentum zeige sich nicht mehr im Kampf (Verse 3 und 4), sondern in der Geduld. Aufgewertet werde dadurch das „Standhalten gegen den Lauf der Welt“ und das „Warten auf Gericht und Wende“.
Orden verdiene nicht, wer töte, sondern wer sich einen Rest Hoffnung bewahre. Fahnenflucht, Befehlsverweigerung und Geheimnisverrat, im militärischen Wertesystem geächtet, seien nun Tugenden. Gewaltverzicht (Vers 16) und moralische Unbestechlichkeit (Vers 18) gehören ebenso dazu wie der Mut zur Position des Außenseiters, auch wenn dies vermeintliche Freundschaften zerstört (Vers 17).
Das Gedicht nahm den Protestwillen der zeitgenössischen jüngeren Generation auf und richtete sich „gegen die verdeckte Fortsetzung des zuvor offen geführten Krieges, gegen Wiederaufrüstung und Militarisierung“.

### Stagnation versus Hoffnung
Die Verkehrtheit der Welt wird als gegeben, als normal hingenommen, sodass „nichts mehr geschieht“ (Vers 11). Trügerischer Frieden (Vers 12), unsichtbare Feinde (Vers 12) und allgegenwärtige latente Gewalt bestimmen die Welt, in der die Menschen sich eingerichtet haben.

### Biblische Bezüge
Jörg Hienger stellt einen Bezug zur in der Bibel angekündigten Endzeit, in der die gewohnten Verhältnisse auf der Erde umgestürzt werden: Die gegenwärtige Welt sei eine verkehrte. Das Symbol des Sterns weist auf eine Gegenwelt hin.

### Sprachkritik
Die neuen Tugenden werden mit Wörtern aus dem militärischen Vokabular der alten Moral beschrieben: Fahnenflucht (Vers 16), Geheimnisverrat (Vers 18) und Befehlsverweigerung (Vers 19/20) sind darüber hinaus Begriffe aus dem Strafrecht, wo sie „schimpfliche Verbrechen“ bezeichnen. Mit Tapferkeit vor dem Feind werden häufig die Verleihungen militärischer Auszeichnungen begründet. „Die provozierende Umwertung der ersten drei Formeln“ und die irritierende Veränderung der vierten erwecken auf den ersten Blick den Eindruck einer Verkehrung der Welt. Angesichts der bereits aus den Fugen geratenen Welt sind die Umkehrung von Sprache und Handeln jedoch gerade Wege zur Aufhebung der Verkehrung und damit zur Rückkehr zum Eigentlichen.

## Sprechsituation
Der Literaturwissenschaftler Thomas Anz hat das Gedicht vor dem Hintergrund von Geschlechterrollen untersucht. Er führt an, dass das Gedicht eine männlich besetzte Thematik ins Zentrum stelle: Dichterinnen würden gemäß den traditionellen Konstruktionen von Geschlechterrollen im Gebiet der Liebes- und Naturlyrik angesiedelt. Nicht nur im Inhalt, auch in der Sprache gehe Ingeborg Bachmann über die Geschlechtergrenzen hinaus: Den militärischen Werten stelle sie „knappe[n], begründungslose[n] Behauptungen, die wie Befehle klingen“ entgegen und schreibe in einem Stil, der „selbst der militärischen Sprache nahestehe[n]“.

## Bezug zur Biografie von Ingeborg Bachmann
Ria Endres versteht den Rückgriff auf Metaphern auch als „Tribut an die Geschichte, die Anstrengung, an eine durch den Nationalsozialismus verdrehte, getötete, verhöhnte Kultur, Literatur, Sprache anzuknüpfen“. Ingeborg Bachmann bezeichnete den Einmarsch von Hitlers Truppen in Klagenfurt als tiefen Einschnitt in ihr Leben.
Ria Endres hebt hervor, dass die Dichterin entgegen ihrem Image durchaus politisch Position bezogen hat: Endres nennt hier den Beitritt der Dichterin zum Komitee gegen die Atomrüstung 1958, das Hans Werner Richter als Protest gegen einen Aufrüstungsbeschluss des Bundestages gegründet hatte. Endres verweist auch auf Ingeborg Bachmanns Unterzeichnung der Erklärung über den Krieg in Vietnam vom November 1965 und das öffentliche Eintreten der Dichterin gegen eine Verjährung nationalsozialistischer Verbrechen im Zuge der Verjährungsdebatte im selben Jahr. Auch war Ingeborg Bachmanns Entscheidung, 1967 den Piper Verlag zu verlassen, ein Protest dagegen, dass der Verlag bei dem ehemaligen HJ-Führer Hans Baumann die Übersetzung von Anna Achmatowas Gedichten in Auftrag gegeben hatte.

## Stellung des Gedichts im Werk
Alle Tage wurde in einer Hörfunkaufnahme des NWDR Hannover vom 3. November 1952 erstmals veröffentlicht. Gedruckt wurde das Gedicht erst etwas später, im Februar 1953. Es erschien in Morgen. Monatsschrift freier Akademiker mit der Hochschulbeilage ‚Der Student‘. In Ingeborg Bachmanns erstem Gedichtband Die gestundete Zeit wurde Alle Tage 1953 im zweiten Teil als sechstes Gedicht zwischen Früher Mittag und Einem Feldherrn abgedruckt.

### Masken männlicher Perspektiven in anderen Werken
Thomas Anz weist darauf hin, dass Ingeborg Bachmann immer wieder Masken männlicher Perspektiven und Sprechweisen benutzt habe. Bettina Bannasch deutet dies so: „Wenn die Frau, wie es die französischen Poststrukturalistinnen im Anschluss an Lacan formulieren, aus der symbolischen Ordnung ausgeschlossen ist, dann kann die Erzählperspektive immer nur eine männliche sein.“ Und Christine Kanz erklärt in ihrer Bachmann-Studie Angst und Geschlechterdifferenzen: „Daß ‚Weiblichkeit‘ keinen Ort habe in der symbolischen Ordnung von Sprache und Schrift, ist ein häufig verwendeter Topos der Feministischen Theorie. Er gründet auf der Vorstellung, daß Frauen sich innerhalb der abendländischen Kultur entweder als Schweigende und als Verschwiegene erleben oder aber Sprachen, Normen und Werte verwenden, durch die sie als ‚das andere Geschlecht‘ ausgeschlossen werden.“
Der Militärhistoriker Malina stellt im Roman Malina eine Behauptung auf, die mit Alle Tage in Verbindung steht: „Es gibt nicht Krieg und Frieden.“ Und Malinas Antwort auf die anschließende Frage des Ich, wie es denn dann heiße, lautet: „Krieg.“ Am Ende des Kapitels wiederholt das weibliche Ich: „Es ist immer Krieg. Hier ist immer Gewalt. Hier ist immer Kampf. Es ist der ewige Krieg.“

### Thematik des fortgeführten Krieges in anderen Texten
In späteren Texten hat die Dichterin das Thema des fortgeführten Krieges aus Alle Tage wiederholt aufgegriffen. Im Juni 1973 gab sie im Fernsehen eines ihrer letzten Interviews. Mit Bezug auf das zweite Kapitel in Malina bezeichnete sie damals den Faschismus auch als privates Phänomen: „Der Faschismus ist das erste in der Beziehung zwischen einem Mann und einer Frau, und ich habe versucht zu sagen, in diesem Kapitel, hier in dieser Gesellschaft ist immer Krieg. Es gibt nicht Krieg und Frieden, es gibt nur den Krieg.“ Gemeint war damit die „verborgene, psychische Gewalt“ in den alltäglichen „Beziehungen zwischen Menschen“, vor allem „zwischen dem Mann und der Frau“.
In Vorrede-Entwürfen zu ihrem Buch Franza hatte Ingeborg Bachmann erklärt, 1945 sei kein geeignetes Datum gewesen, „um sich beruhigt schlafen zu legen“. Die Verbrechen seien in der Gegenwart nicht verschwunden, „bloß weil hier Mord nicht mehr ausgezeichnet, verlangt, mit Orden bedacht und unterstützt wird“.

## Rezeption
Auch im 21. Jahrhundert hat das Gedicht nichts von seiner Aktualität verloren. In unterschiedlichen Zusammenhängen werden Titel und Eingangsverse weiterhin zitiert.
So formulierte beispielsweise 2014 Michael Lemling in seiner Laudatio für den Journalisten Glenn Greenwald, Träger des Geschwister-Scholl-Preises, das Gedicht benenne „Kriterien für die Vergabe des Geschwister-Scholl-Preises“, darunter Zivilcourage und den Mut zum „Verrat unwürdiger Geheimnisse“, die durch die globale Überwachung entstanden seien.
Als griffiges Label für die deutschsprachige Literatur im Zeitalter des Kalten Krieges wurden die Eingangszeilen bereits als Titel von universitären Lehrveranstaltungen verwendet.
Zitate aus Alle Tage finden sich auch im 21. Jahrhundert in journalistischen Texten zum Thema Krieg und bestätigen die Aktualität des Gedichts. So beginnt ein Kommentar von Carolin Emcke, Trägerin des Friedenspreises des Deutschen Buchhandels, zum Bürgerkrieg in Syrien aus dem Jahr 2015 mit den ersten Versen von Alle Tage.
Alle Tage ist auch der Titel eines Romans von Terézia Mora aus dem Jahr 2004. Die Namensgebung geht auf ein biografisches Ereignis zurück: Mora berichtet von der zufälligen Lektüre von Bachmanns Gedicht in der Zeit, als sie ihren Roman schrieb. „Ich las diese Zeilen und sah mit einem Mal klar, warum mein Buch nicht funktionieren konnte.“
Der bedeutende österreichische Komponist Thomas Larcher, der sich bereits mehrfach mit dem Werk Ingeborg Bachmanns auseinandergesetzt hat, schuf 2010–2015 die Symphonie für Bariton und Orchester Alle Tage. Sie beginnt mit einer orchestralen Einleitung, gefolgt von drei Sätzen mit Bariton zu den Gedichten Ingeborg Bachmanns Anrufung des großen Bären, Mein Vogel und Heimweg. Der Komponist weist dem später folgenden Satz zu Alle Tage eine herausgehobene Stellung zu: „Eindeutig politischer und konkreter als die drei vorangegangenen Gedichte, stellt dieses Gedicht und damit der letzte Satz gleichzeitig das geistige Zentrum dieses Werks als auch seinen Endpunkt dar.“

## Textausgaben
- Erstdruck in: Morgen. Monatsschrift freier Akademiker mit der Hochschulbeilage ‚Der Student‘. 8. Jahrgang, Folge 5, Heft 2, Wien, Februar 1953, S. 7.[9]